# Johan Eklund (politiker)
Johan Eklund, född 29 januari 1839 i Ljungby socken, Kalmar län, död 6 december 1922 i Mönsterås, var en svensk lantbrukare och politiker.
Eklund var lantbrukare i Högemåla i Kalmar län. Som riksdagsman var han ledamot av andra kammaren 1885-1893, invald i Norra Möre och Stranda domsagas valkrets. Han var på regional nivå ledamot av södra Kalmar läns landsting samt ordförande i kommunalstämma och nämnd. Han var också styrelseledamot i Kalmarbankens och bankaktiebolaget Södra Sveriges avdelning.